# Límit d'exposició professional
El límit d'exposició professional (LEP) d'una substància química és el nivell màxim al qual un treballador pot estar exposat durant tota una vida laboral i sense efectes adversos per a la salut. En sentit estricte, el LEP és un terme reservat de l'American Conference of Governmental Industrial Hygienists (Conferència Americana d'Higienistes Industrials Governamentals o ACGIH). No obstant això, de vegades s'utilitza lliurement per referir-se a altres conceptes similars utilitzats en salut ocupacional i toxicologia. El LEP, juntament amb els índexs d'exposició biològica, es publiquen anualment per l'ACGIH.
El LEP és una estimació basada en la toxicitat coneguda en humans o animals d'una substància química donada, i la fiabilitat i la precisió de l'última presa de mostres i mètodes analítics. No és una definició estàtica i una nova investigació sovint pot modificar l'avaluació del risc de les substàncies i un nou mètode laboratori o d'anàlisi instrumental pot millorar els límits de detecció analítics. Els LEP són recomanacions de la ACGIH, en una sola guia. Com a tal, no s'ha de confondre amb els límits d'exposició que té una situació reglamentària, com les publicades i executades per la Occupational Safety and Health Administration (Administració de Seguretat i Salut Ocupacional o OSHA). L'exposició reguladora de l'OSHA es limita als límits permissibles d'exposició publicats en 29CFR 1910.1000 Taula Z1, estan basades en les recomanacions formulades per la ACGIH en 1968, encara que altres límits d'exposició han estat adoptats més recentment. Així molts dels límits d'exposició de l'OSHA no són considerats per la comunitat d'higiene industrial en no ser uns nivells prou protectors, ja que la base toxicològica per a la majoria dels límits no s'han actualitzat des de la dècada de 1960. El National Institute for Occupational Safety and Health (Institut Nacional de Seguretat i Salut Ocupacional o NIOSH) publica els límits d'exposició recomanat, que l'OSHA té en compte en lloc promulgar nous límits d'exposició reglamentaris.